# فكتوريا (أسطورة)

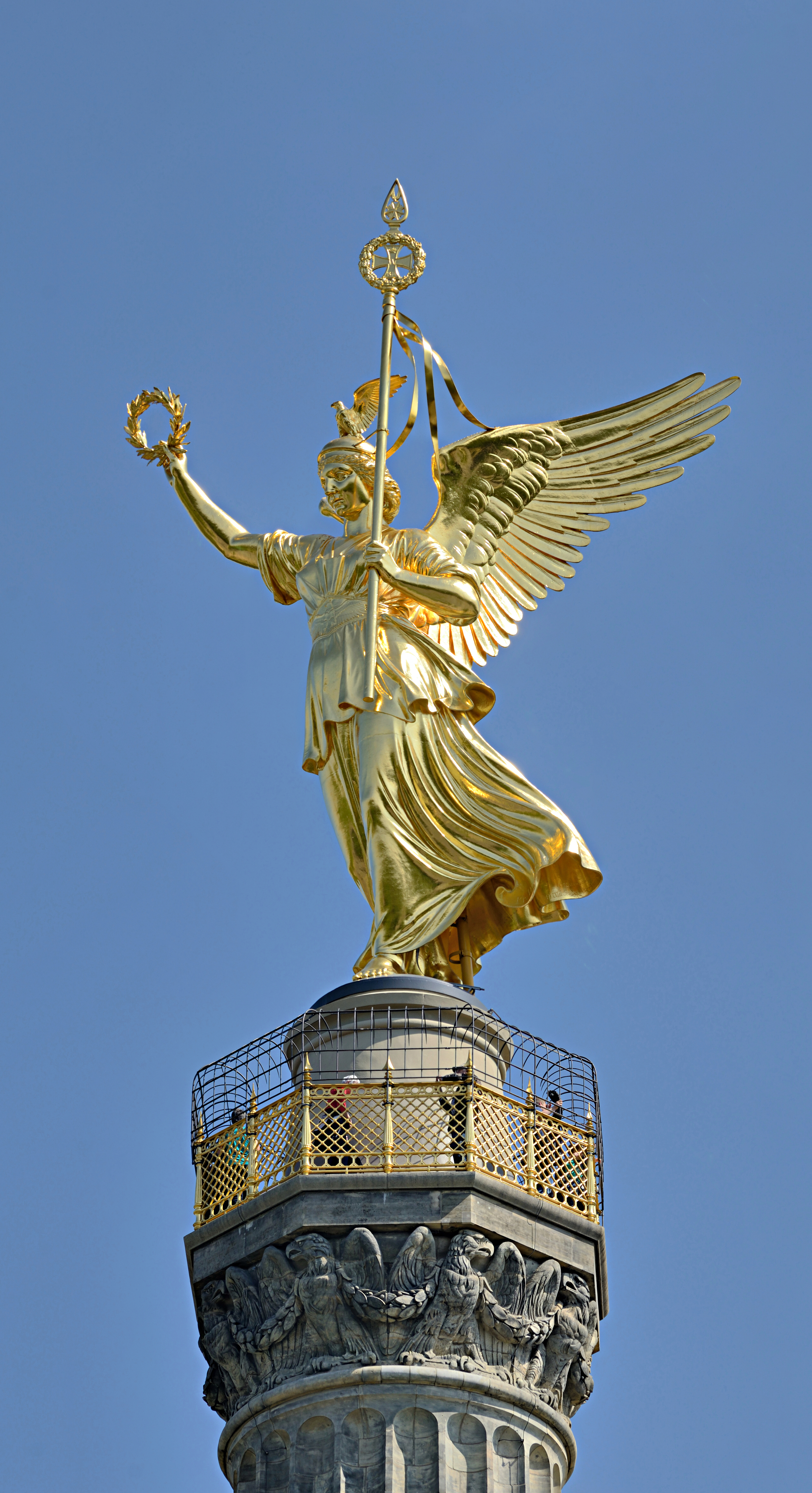
تمثال فكتوريا في عمود النصر في برلين
(cast by Gladenbeck, Berlin)

فكتوريا (باللاتينية: Victoria) وهي إلهة تأنيس للنصر في الميثولوجيا الرومانية، وهي مستخرجة من اسم فكتوري Victory أي النصر في اللغة اللاتينية، هي معادلة للإلهة نيكه في الميثولوجيا اليونانية، وهي مرتبطة في بيلونا إلهة الحرب عند الرومان، وقد كان لهذه الإلهة معبد في بالاتين.